# Unendlichkeit
Der Begriff Unendlichkeit bezeichnet die Negation bzw. Aufhebung von Endlichkeit, weniger präzise auch deren Gegenteil. Sein mathematisches Symbol ist das Unendlichzeichen {\displaystyle (\infty )}. Theoretisch beschreibt der Begriff „unendlich“ ein Objekt (z. B. eine Kugel) oder einen Vorgang ohne Ende bzw. Schluss, aber möglicherweise mit Anfang oder Beginn. In der Geometrie würde also ein Strahl oder eine Kreisbahn als unendlich beschrieben werden.
Präzisierung fand der „Unendlichkeitsbegriff“ vor allem in der Mathematik, wesentlich initiiert durch das Werk Bernard Bolzanos, Georg Cantors und Richard Dedekinds, welches in die Mengenlehre und insbesondere in die Theorie der unendlichen Mengen und der transfiniten Kardinalzahlen mündete. Insbesondere erfuhr er dabei auch erstmals eine Erweiterung um Eigenschaften, die sich nicht aus der obigen negativen Definition ableiten lassen.

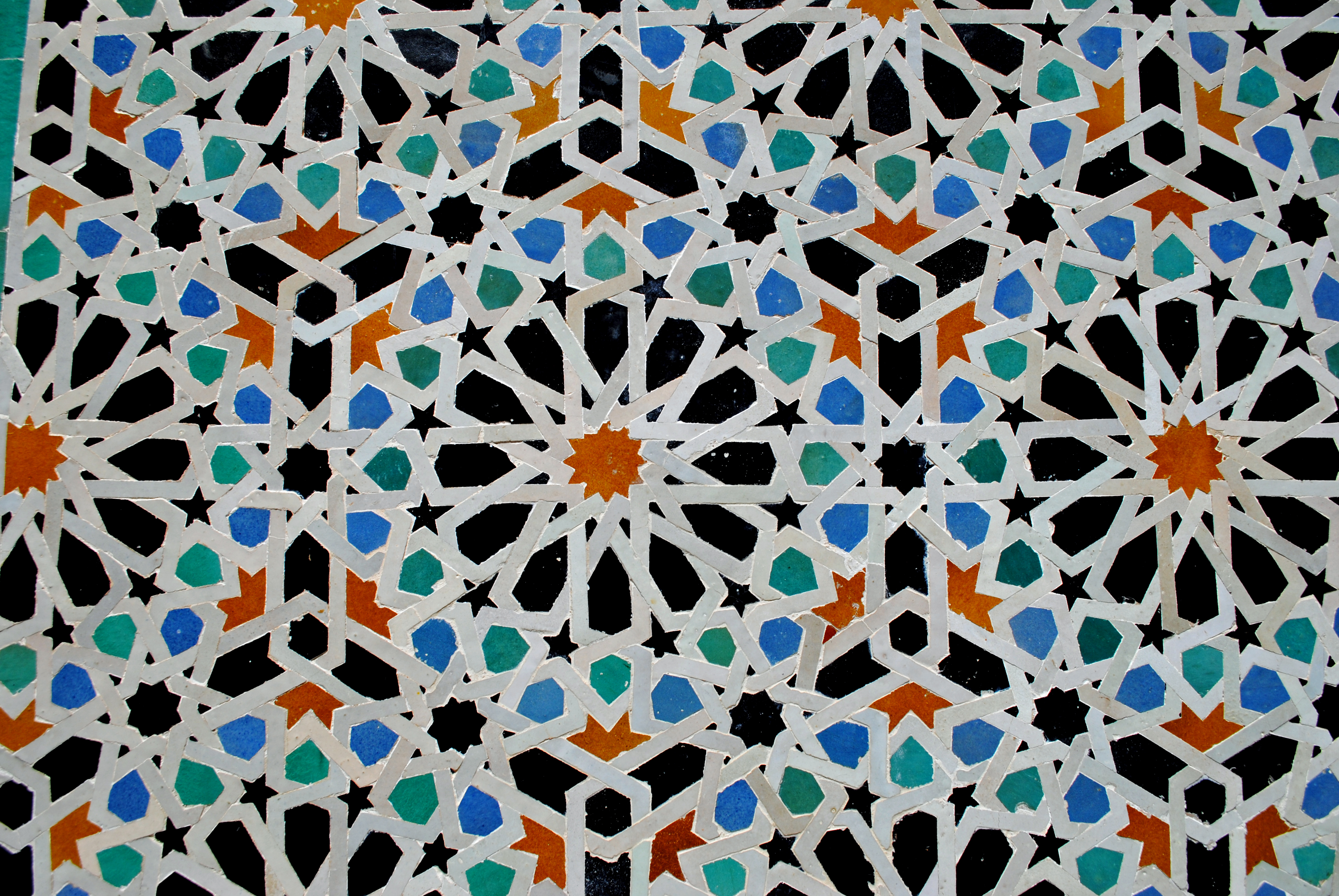
Fès (Marokko) – potentiell unendliches Fliesenmosaik in der Medersa Attarine

## Methodische Zugänge
Die Unendlichkeit lässt sich geistes- oder naturwissenschaftlich nur abstrakt entwickeln und wird auf Objekte und Begriffe angewendet, die keine räumlichen und/oder zeitlichen Grenzen haben.
In der Theologie und manchen philosophischen Konzeptionen (wie der Natürlichen Theologie) ist die Unendlichkeit eines der Attribute Gottes, während die Schöpfung per se endlich bzw. vergänglich ist. Das Wesen des Unendlichen ist insbesondere ein Thema der Metaphysik sowie der Mystik, etwa in der Kabbala unter dem Namen En Sof oder bei christlichen Mystikern wie Nikolaus von Kues und Meister Eckhart.
In der Philosophie existieren seit Aristoteles zwei Auffassungen vom Begriff des Unendlichen: das „aktual Unendliche“ und das „potentiell Unendliche“. Die Scholastik unterscheidet demgemäß zwischen dem potentiell Unendlichen („Indefiniten“), das ohne Ende vermehrt werden kann, und dem aktual Unendlichen („Infiniten“), das jede Grenze positiv ausschließt. Im engen und eigentlichen Sinn kommt demnach nur Gott die aktuale Unendlichkeit zu. Sie ist die grenzenlose Fülle des Seins, jedoch nicht in einem pantheistischen Sinne misszuverstehen.
Hegel prägte den Begriff der „schlechten Unendlichkeit“ (Enzyklopädie § 93 f.), unter der er in dialektischer Weise eine Abgrenzung zur Endlichkeit versteht.
In der Astronomie wurde angesichts der Tiefe und Weite des Sternhimmels oft die Vorstellung eines unendlich ausgedehnten Weltraums entwickelt.
Auch in Bezug auf die Zeit ist das Konzept der Unendlichkeit bekannt, hier verwendet man den Begriff Ewigkeit. Während die Höhere Mathematik oft mit dem Abstraktum „unendlich“ operiert, ist in der theoretischen Physik eher das Phänomen der Singularität von Bedeutung – etwa im Zusammenhang mit den Begriffen Urknall (Beginn des sichtbaren Universums) und Schwarzes Loch. Als Singularität wird ein Punkt in der Raumzeit bezeichnet, an dem Masse in einem ausdehnungslosen Punkt mit unendlicher Dichte konzentriert ist.
Neben der unendlichen Ausdehnung zu immer weiter zunehmenden Größen wird der Begriff auch für die unendliche Teilbarkeit, das unendlich Feine verwendet, dessen Grenze null ist, null aber nicht erreicht. Aus der Negation des unendlich Feinen und deren Paradoxien ergab sich die ursprüngliche griechische „Atomtheorie“ des „Unteilbaren“.

## Unendlichkeit in der Mathematik
In der Mathematik ist „Unendlichkeit“ namensgebend für das Unendlichkeitsaxiom der Mengenlehre. Üblicherweise wird jedoch das Adjektiv unendlich zur näheren Charakterisierung einiger mathematischer Begriffe verwendet; in der Regel ist diese Charakterisierung komplementär zum Begriff endlich.

## Symbolik und Kunst

Unendlichkeitszeichen

Das 1655 vom englischen Mathematiker John Wallis eingeführte Unendlichzeichen wird auch außerhalb von Wissenschaft und Technik verwendet und ist im alltäglichen Kontext verbreitet. Kreis und Kugel gelten seit altersher als Sinnbilder der Grenzenlosigkeit und der Unendlichkeit des Kosmos. Auch die potentiell endlosen Ornamente der islamischen Kunst (z. B. in Fliesenmosaiken, Jali- oder Maschrabiyya-Gittern sowie an Artesonado-Holzdecken) müssen in diesem Zusammenhang erwähnt werden. Leonardo da Vinci symbolisierte die Unendlichkeit mit der Unendlichkeitsmaschine. Der Maler Caspar David Friedrich platzierte einen Mönch vor die Unendlichkeit des Meeres. Der niederländische Zeichner M. C. Escher beschäftigte sich auf andere Art (Perpetuum mobile oder Trompe-l’œil-Effekte) mit dem Thema.